# Ronde van de Zuid-Chinese Zee
De Ronde van de Zuid-Chinese Zee is een voormalige wielerkoers in Hongkong. De wedstrijd werd in 1999 voor het eerst verreden en was tot 2008 georganiseerd als meerdaagse wielerwedstrijd. De eerste winnaar was Kam Po Wong. In 2009 werd de ronde niet verreden, maar in 2010 kwam de koers nog eenmaal terug op de kalender, ditmaal als eendagswedstrijd. De koers was onderdeel van de UCI Asia Tour met een classificatie en van 2.2 (in 2010 1.2).
Recordwinnaars zijn Kam Po Wong uit Hongkong en de Rus Aleksandr Chatoentsev, met elk twee zeges.

## Lijst van winnaars

### Meervoudige winnaars
| Overwinningen | Renner                | Land     | Jaren       |
| ------------- | --------------------- | -------- | ----------- |
| 2             | Kam Po Wong           | Hongkong | 1999 + 2001 |
| 2             | Aleksandr Chatoentsev | Rusland  | 2004 + 2006 |

### Overwinningen per land
| Overwinningen | Land         |
| ------------- | ------------ |
| 4             | Hongkong     |
| 3             | Rusland      |
| 2             | Zuid-Afrika  |
| 1             | China, Japan |